# Balantidium coli
Balantidium coli es una especie de protista ciliado parásito, el único miembro de la familia Balantiididae que se conoce como patógeno para los seres humanos. Sus huéspedes incluyen cerdos, jabalíes, ratas, primates (incluyendo humanos), caballos, vacas y cobayo. La infección es producida entre estas especies por transmisión fecal-oral. Los cerdos son los reservorios más comunes, aunque muy pocos presentan síntomas.

## Morfología
Es el protozoario de mayor tamaño entre los que parasitan al humano; el trofozoíto puede llegar a medir hasta 170μm. Es el único parásito ciliado que se encuentra en el humano.
Presenta dos fases: quiste y trofozoíto.
Trofozoíto
Forma piriforme u ovoide. Cilios colocados en hileras. Citostoma, en la parte anterior rodeado de cilios, que a su vez se continúa con un conducto estrecho llamado citofaringe o esófago. Posee dos núcleos, un macronúcleo muy voluminoso en forma de riñón u ovoide y un micronúcleo pequeño, esférico y alojado en la concavidad del macronúcleo. Posee vacuolas digestivas y una o dos vacuolas contráctiles. En el extremo posterior se encuentra en la membrana celular un pequeño orificio llamado citopigio o poro anal, por el cual el trofozoíto vacía periódicamente las vacuolas contráctiles.
El cuerpo del protozoo está cubierto de una película o cutícula resistente, que se encuentra estriada de oblicua a longitudinalmente; la estriación se debe a las hileras de orificios correspondientes a la base de implantación de los cilios, que, partiendo del citoplasma subyacente, perforan la cutícula y emergen en la superficie del cuerpo.
Tamaño: variación 40-150 x 25-120 µm.
Quiste
Los quistes se forman fuera del hospedero. Estos tienen una gruesa pared quística de doble contorno y son redondeados. Contienen el macronúcleo y una sola vacuola contráctil, que se pierde en los quistes más viejos.
Tamaño: variación 50-60 µm / usual 60 µm.

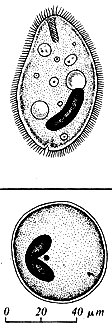
Balantidium coli; trofozoíto y quiste

## Ciclo de Vida
Los quistes son la etapa infecciosa, responsables de la transmisión de la balantidiasis. El huésped generalmente adquiere el quiste a través de agua o comida contaminada. Después de la ingestión, la desenquistación se produce en el intestino delgado y los trofozoítos colonizan el intestino grueso. Tanto los quistes como los trofozoitos son identificables por un gran macronúcleo con "forma de riñón".

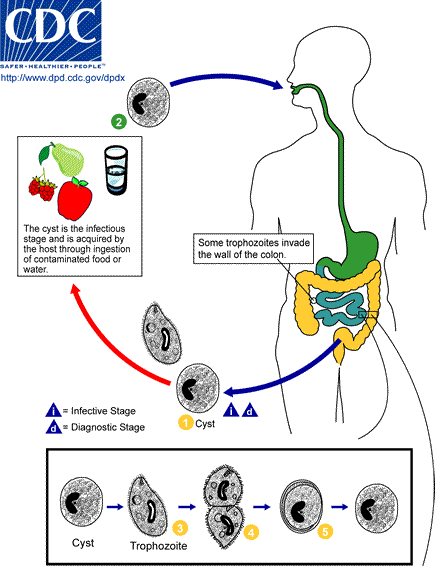
El ciclo de Vida del Balantidium coli

Los trofozoitos residen en el lumen del intestino grueso, donde se reproducen por fisión binaria transversal, durante la cual puede producirse conjugación. Algunos trofozoitos invaden la pared del colon usando enzimas proteolíticos, algunos de los cuales retornan al lumen. En el lumen, los trofozoitos pueden desintegrarse o enquistarse. La enquistación es iniciada por la deshidratación del contenido intestinal que usualmente se produce en  el intestino grueso, pero también puede ocurrir en las heces fuera del huésped. Los síntomas pueden ser locales debido al irritamiento de la mucosa intestinal o de naturaleza sistémica e incluyen diarrea. La balantidiasis puede tratarse con carbarsona, tetraciclina o diyodohidroxiquina.
Sintomatología
El tipo de lesión son úlceras similares a las producidas por E. histolytica. La ulceración del colon produce infiltración linfocitaria y puede haber hemorragia e infección bacteriana secundaria. Puede invadir otros sectores del intestino: área rectosigmoidea, ciego, colon ascendente o apéndice, y son posibles las lesiones extraintestinales: hígado, pulmón y órganos del aparato genitourinario.

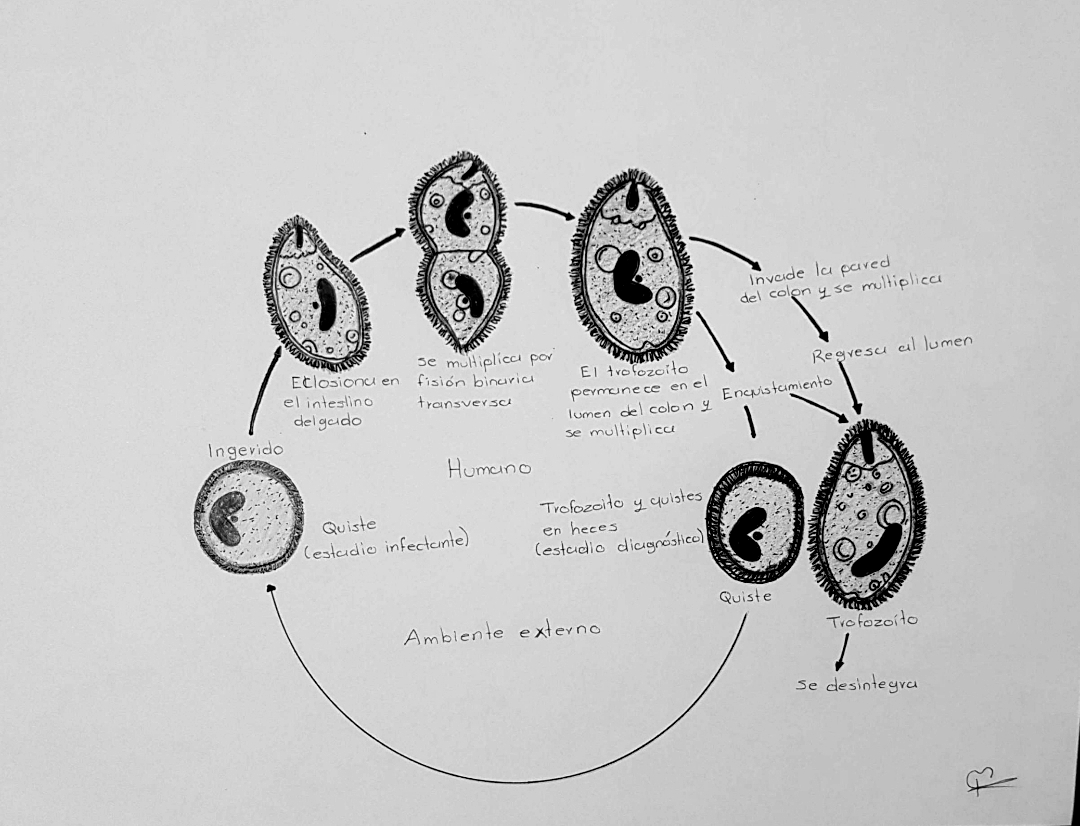
Ciclo de vida

Sintomatología: existen 5 presentaciones clínicas:
Asintomática: en zonas endémicas, como Nueva Guinea.
Crónica: diarrea alterna con estreñimiento, heces mucosas, náuseas, vómito, anorexia, cefalea, astenia.
Aguda: disentería y múltiples deposiciones sanguinolentas y con pus, náuseas, dolor abdominal, tenesmo, pérdida de peso, pujo, úlceras, fiebre, malestar general y deshidratación.
Fulminante: sólo en pacientes inmunocomprometidos. Diarreas mucosas y sanguinolentas, dolor abdominal, tenesmo y complicaciones como hemorragia, perforación intestinal o peritonitis.
Apendicitis balantidiana: puede aparecer en la infección crónica o aguda.

## Distribución geográfica
Su distribución es mundial pues los cerdos son un reservorio. La infección humana se produce con más frecuencia en las áreas en los que los cerdos conviven con la gente, incluyendo Filipinas, México, Suramérica y Papúa Nueva Guinea. Se estima que está infectada menos del 1% de la población humana mundial.
Para la detección de huevos y parásitos: alcohol polivinílico (PVA) como fijador. Debe agregarse una parte de material fecal a tres partes de PVA (byeldoc).